# Helge Heidemeyer
Helge Heidemeyer (* 29. März 1963 in Remscheid) ist ein deutscher Historiker. Im Juni 2019 wurde er zum Leiter der Stiftung Gedenkstätte Berlin-Hohenschönhausen ernannt. Damit trat er die Nachfolge von Hubertus Knabe an.

## Studium und Werdegang
Heidemeyer hat Mittlere und Neuere Geschichte, Politikwissenschaft und Wirtschaftswissenschaften an den Universitäten in Passau und München studiert, wo er 1992 mit einer Dissertation zum Thema Flucht und Zuwanderung aus der SBZ, DDR 1945/1949–1961. Die Flüchtlingspolitik der Bundesrepublik Deutschland bis zum Bau der Berliner Mauer promoviert wurde.
2003 bis 2005 hat er als erster wissenschaftlicher Leiter die Erinnerungsstätte Notaufnahmelager Marienfelde aufgebaut. Er war von 2008 bis 2019 Leiter der Abteilung für Bildung und Forschung in der Stasiunterlagen-Behörde. Bis 2012 war er Mitarbeiter der Kommission für Geschichte des Parlamentarismus und der politischen Parteien.

## Findung und Profil
Eine Findungskommission schlug dem Rat der Stiftung Gedenkstätte Berlin-Hohenschönhausen Heidemeyer als neuen Direktor vor, worauf der Rat sich einstimmig für seine Benennung entschied. Berlins Kultursenator Klaus Lederer (Linke) kommentierte das Votum, er sei sicher, dass der Gedenkstätte damit „eine inhaltliche Entwicklung sowie der dringende Kulturwandel gelingt“. Bundes-Kulturstaatsministerin Monika Grütters (CDU) hob hervor, Heidemeyer stehe für ein Führungsverständnis, „das den besonders hohen Ansprüchen einer Gedenkeinrichtung entspricht, die sich der Bekämpfung des Unrechts und der Wahrung der Menschenrechte verpflichtet sieht“.

## Schriften (Auswahl)
- mit Ralf Blum, Arno Polzin: Auf der Suche nach Kulturgutverlusten. Ein Spezialinventar zu den Stasi-Unterlagen. Berlin 2020; Download-Option.
- Nato-Doppelbeschluss, westdeutsche Friedensbewegung und der Einfluss der DDR. In: Philipp Gassert, Tim Geiger, Hermann Wentker (Hrsg.): Zweiter Kalter Krieg und Friedensbewegung. Der NATO-Doppelbeschluss in deutsch-deutscher und internationaler Perspektive. Oldenbourg, München 2011, ISBN 978-3-486-70413-6.
- (Bearb.) Die CDU/CSU-Fraktion im Deutschen Bundestag. Teil: 2: Sitzungsprotokolle 1953–1957, 2 Halbbände, Droste, Düsseldorf 2003.
- (Bearb.) Die CDU/CSU-Fraktion im Deutschen Bundestag. Teil: 1: Sitzungsprotokolle 1949–1953, Droste, Düsseldorf 1998.
- Flucht und Zuwanderung aus der SBZ, DDR 1945/1949–1961. Die Flüchtlingspolitik der Bundesrepublik Deutschland bis zum Bau der Berliner Mauer, Droste, Düsseldorf 1994.